# Kabinett Paasikivi I
Der Senat Paasikivi I (auch als das Kabinett Paasikivi I bezeichnet) war das 2. Regierungskabinett in der Geschichte Finnlands. Er amtierte vom 27. Mai 1918 bis zum 27. November 1918 (185 Tage) und war eine Mitte-rechts-Koalition aus Jungfinnischer Partei, Finnischer Partei, Schwedischer Volkspartei und Landbund unter der Führung von Juho Kusti Paasikivi von der Finnischen Partei.
Wechsel auf den einzelnen Ministerposten zum Kabinett Svinhufvud I gab es keine. Allerdings wurden einige neue Ministerien geschaffen, wie das für Außenpolitik und das für das Militärwesen. Die Regierung löste sich aufgrund der Bestrebungen der Jungfinnischen Partei für die Einführung der Monarchie in Finnland auf, da diese der Landbund nicht mittragen wollte.

## Minister
| Amt                                                   | Name                        | Partei                  |
| ----------------------------------------------------- | --------------------------- | ----------------------- |
| Vorsitzender des Senats                               | Juho Kusti Paasikivi        | Finnische Partei        |
| Minister für Außenpolitische Angelegenheiten          | Otto Stenroth               | Jungfinnische Partei    |
| Minister für das Gerichtswesen                        | Onni Talas                  | Jungfinnische Partei    |
| Minister für Innere Angelegenheiten                   | Arthur Castrén              | Jungfinnische Partei    |
| Stellvertretender Minister für Innere Angelegenheiten | Alexander Frey              | Schwedische Volkspartei |
| Minister für das Militärwesen                         | Vilhelm Aleksander Thesleff | parteilos               |
| Minister für Finanzielle Angelegenheiten              | Juhani Arajärvi             | Finnische Partei        |
| Minister für Kirche und Bildung                       | Eemil Nestor Setälä         | Jungfinnische Partei    |
| Minister für Landwirtschaft                           | Kyösti Kallio               | Landbund                |
| Stellvertretender Minister für Landwirtschaft         | Eero Yrjö Pehkonen          | Landbund                |
| Minister für Transport und Öffentliche Arbeit         | Jalmar Castrén              | Jungfinnische Partei    |
| Minister für Handel und Industrie                     | Heikki Gabriel Renvall      | Jungfinnische Partei    |
| Minister für Soziale Angelegenheiten                  | Oskari Wilho Louhivuori     | Finnische Partei        |
| Minister für provisorische Angelegenheiten            | Hjalmar Gabriel Paloheimo   | Finnische Partei        |
| Minister ohne bestimmtes Ressort                      | Samuli Sario                | Finnische Partei        |